# サッカーコンゴ民主共和国代表
サッカーコンゴ民主共和国代表（サッカーコンゴみんしゅきょうわこくだいひょう）は、コンゴ民主共和国サッカー協会連盟によって構成される、コンゴ民主共和国のサッカーのナショナルチームである。1971年から1997年までの間は「サッカーザイール代表」として活動していた。

## 概要
FIFAワールドカップには1974年大会で初出場を果たしている。アフリカネイションズカップでは自国開催となった1968年大会と、1974年エジプト大会で優勝経験をもつ。また、アフリカネイションズチャンピオンシップにおいても2度の優勝を果たしている。

## 成績

### FIFAワールドカップ
| 開催国 / 年 | 成績          | 試       | 勝       | 分       | 負       | 得       | 失       |
| ----------- | ------------- | -------- | -------- | -------- | -------- | -------- | -------- |
| 1930        | 不参加        | 不参加   | 不参加   | 不参加   | 不参加   | 不参加   | 不参加   |
| 1934        | 不参加        | 不参加   | 不参加   | 不参加   | 不参加   | 不参加   | 不参加   |
| 1938        | 不参加        | 不参加   | 不参加   | 不参加   | 不参加   | 不参加   | 不参加   |
| 1950        | 不参加        | 不参加   | 不参加   | 不参加   | 不参加   | 不参加   | 不参加   |
| 1954        | 不参加        | 不参加   | 不参加   | 不参加   | 不参加   | 不参加   | 不参加   |
| 1958        | 不参加        | 不参加   | 不参加   | 不参加   | 不参加   | 不参加   | 不参加   |
| 1962        | 不参加        | 不参加   | 不参加   | 不参加   | 不参加   | 不参加   | 不参加   |
| 1966        | 不参加        | 不参加   | 不参加   | 不参加   | 不参加   | 不参加   | 不参加   |
| 1970        | 不参加        | 不参加   | 不参加   | 不参加   | 不参加   | 不参加   | 不参加   |
| 1974        | 1次リーグ敗退 | 3        | 0        | 0        | 3        | 0        | 14       |
| 1978        | 棄権          | 棄権     | 棄権     | 棄権     | 棄権     | 棄権     | 棄権     |
| 1982        | 予選敗退      | 予選敗退 | 予選敗退 | 予選敗退 | 予選敗退 | 予選敗退 | 予選敗退 |
| 1986        | 不参加        | 不参加   | 不参加   | 不参加   | 不参加   | 不参加   | 不参加   |
| 1990        | 予選敗退      | 予選敗退 | 予選敗退 | 予選敗退 | 予選敗退 | 予選敗退 | 予選敗退 |
| 1994        | 予選敗退      | 予選敗退 | 予選敗退 | 予選敗退 | 予選敗退 | 予選敗退 | 予選敗退 |
| 1998        | 予選敗退      | 予選敗退 | 予選敗退 | 予選敗退 | 予選敗退 | 予選敗退 | 予選敗退 |
| 2002        | 予選敗退      | 予選敗退 | 予選敗退 | 予選敗退 | 予選敗退 | 予選敗退 | 予選敗退 |
| 2006        | 予選敗退      | 予選敗退 | 予選敗退 | 予選敗退 | 予選敗退 | 予選敗退 | 予選敗退 |
| 2010        | 予選敗退      | 予選敗退 | 予選敗退 | 予選敗退 | 予選敗退 | 予選敗退 | 予選敗退 |
| 2014        | 予選敗退      | 予選敗退 | 予選敗退 | 予選敗退 | 予選敗退 | 予選敗退 | 予選敗退 |
| 2018        | 予選敗退      | 予選敗退 | 予選敗退 | 予選敗退 | 予選敗退 | 予選敗退 | 予選敗退 |
| 2022        | 予選敗退      | 予選敗退 | 予選敗退 | 予選敗退 | 予選敗退 | 予選敗退 | 予選敗退 |
| 合計        | 出場1回       | 3        | 0        | 0        | 3        | 0        | 14       |

### アフリカネイションズカップ
| 1957 | 不参加             | 1978 | 準優勝             | 1998 | 3位                | 2017 | ベスト8  |
| 1959 | 不参加             | 1980 | 予選敗退           | 2000 | グループリーグ敗退 | 2019 | ベスト16 |
| 1962 | 不参加             | 1982 | 予選敗退           | 2002 | ベスト8            | 2021 | 予選敗退 |
| 1963 | 不参加             | 1984 | 棄権               | 2004 | グループリーグ敗退 | 2023 | 4位      |
| 1965 | グループリーグ敗退 | 1986 | 予選敗退           | 2006 | ベスト8            |      |          |
| 1968 | 優勝               | 1988 | グループリーグ敗退 | 2008 | 予選敗退           |      |          |
| 1970 | グループリーグ敗退 | 1990 | 予選敗退           | 2010 | 予選敗退           |      |          |
| 1972 | 4位                | 1992 | ベスト8            | 2012 | 予選敗退           |      |          |
| 1974 | 優勝               | 1994 | ベスト8            | 2013 | グループリーグ敗退 |      |          |
| 1976 | グループリーグ敗退 | 1996 | ベスト8            | 2015 | 3位                |      |          |

## 歴代監督
- ブラゴイェ・ヴィディニッチ（英語版） 1974
- シュテファン・スタンクレスク（英語版） 1974–1975
- オットー・フィスター 1985-1989
- ジャン＝サントス・ムントゥビラ（英語版） 1995
- ムフシン・エルトゥギュラル（英語版） 1995–1996
- ジャン＝サントス・ムントゥビラ（英語版） 1996–1997
- モハメド・マガソウバ（英語版） 1997
- セリオ・バロス（英語版） 1997
- ロジャー・パルムグレン（英語版） 1999-2000
- ジャン＝サントス・ムントゥビラ（英語版） 2001
- ユージェーヌ・カボンゴ（英語版） 2002
- ミック・ワズワース（英語版） 2003–2004
- クロード・ル・ロワ 2004–2006
- アンリ・ドピロー（英語版） 2006–2007
- パトリス・ヌヴー（英語版） 2008–2010
- ロベール・ヌザレ（英語版） 2010–2011
- クロード・ル・ロワ 2011-2013
- ジャン＝サントス・ムントゥビラ（英語版） 2013-2014
- フローラン・イベンジェ（英語版） 2014-2019
- クリスチャン・ンセンギ＝ビエンベ（英語版） 2019-2021
- エクトル・クーペル 2021-2022
- セバスチャン・デサブル（英語版） 2022-

## 歴代選手

### GK
- ムテバ・キディアバ 2002-2015
- レイ・マタンピ（英語版） 2010-

### DF
- エリタ・イルンガ 2004-2011
- ガブリエル・ザクアニ 2005-2017
- ジョエル・キムワキ 2009-
- イッサマ・ムペコ（英語版） 2011-
- シャンセル・ムベンバ 2012-
- クリスティアン・マゴマ 2017-
- アルトゥール・マスアク 2018-

### MF
- ユースフ・ムルンブ 2008-
- ジャック・マゴマ 2010-
- ネースケンス・ケバノ 2014-

### FW
- シャバニ・ノンダ 2001-2010
- ロマノ・ルア＝ルア 2002-2013
- ディウメルシ・ムボカニ 2004-
- フィルミン・エンドンベ・ムベレ 2013-
- ヤニク・ボラシエ 2013-
- セドリック・バカンブ 2015-